# Auerhaus (Roman)
Auerhaus ist ein Roman des deutschen Schriftstellers Bov Bjerg und erschien 2015. Er handelt von einer Gruppe Jugendlicher, die zusammen in ein altes Haus ziehen, um sich um den suizidgefährdeten Frieder zu kümmern, der bereits einen gescheiterten Selbstmordversuch begangen hat.

## Handlung
Der Jugendliche Höppner, der die Geschichte erzählt, lebt in einem Dorf und berichtet von seinem Freund Frieder, der eines Tages nicht zur Schule kommt und jeder außer Höppner scheint den Grund zu wissen. Frieder versuchte sich durch eine Überdosis Tabletten umzubringen, wurde aber rechtzeitig von seinem Vater entdeckt, woraufhin ihm der Magen ausgepumpt wurde. Er landete in der Psychiatrie, wo Höppner ihn besucht. Frieder erzählt ihm dort von seinem Suizidversuch, erklärt allerdings nicht den Grund für seine Tat. Die nächste Zeit besucht Höppner ihn immer wieder und lernt dabei auch Pauline kennen, die wegen Brandstiftung in der Anstalt ist.
Dann wird es Herbst, und Frieder wird es erlaubt, die Station zu verlassen und sich im Park der Psychiatrie aufzuhalten unter der Voraussetzung, dass er von jemandem begleitet wird, in diesem Fall Höppner. Auf dem ersten gemeinsamen Spaziergang im Park überredet Frieder Höppner, mit ihm in die Stadt zu gehen, wo er erzählt, dass ihm vom Arzt empfohlen wurde, nicht mehr bei seinen Eltern zu wohnen. Frieder, Höppner, seine Freundin Vera und Cäcilia (eine weitere Klassenkameradin) ziehen daraufhin nach Frieders Entlassung in das Haus von Frieders verstorbenem Großvater. Durch ein Missverständnis des englischen Titels des Songs Our House durch einen Nachbarn entsteht der Name des Hauses: Auerhaus.
An Weihnachten fährt Höppner zu seiner Familie, isst mit ihnen und vergibt und erhält Geschenke. Danach fährt er zu einem Weihnachtsessen, bei dem er sich zum Helfen gemeldet hat, und trifft Pauline wieder, die mittlerweile ihre Haare angezündet und verloren hat. Kurz darauf kommt Frieder, der den großen Weihnachtsbaum des Dorfes mit einer Axt gefällt hat, und auch Harry, ein alter Kindergartenfreund Frieders, der schon öfter zu Besuch war, ins Auerhaus. Harry wurde von seinem Vater geschlagen, da er ihm von seiner Homosexualität erzählt hat. Da er nun nicht mehr nach Hause kann, zieht er bei den anderen ein, und auch Pauline beginnt sich im Haus einzurichten.
Gemeinsam planen sie, eine Silvesterparty zu veranstalten, bei der Schüler und Bekannte aus der Psychiatrie kommen sollen. Als die Party stattfindet, bemerkt Höppner, dass Vera und Harry in einem Zimmer verschwinden und dort miteinander schlafen, obwohl laut Höppner seine Freundin Vera immer beteuert hat, dass sie noch etwas warten möchte, bevor sie Sex hat. Frustriert begibt sich Höppner mit einer Flasche Wodka auf ein zugeschneites Feld und beginnt sich zu betrinken. Frieder findet ihn rechtzeitig und bringt ihn zurück ins warme Haus. Dort spricht Höppner sich mit Vera aus, die allerdings durch ihre Auffassung von Liebe kein Verständnis für seinen Ärger aufbringen kann. Kurz darauf liegt die zweite Einladung für Höppners Musterung im Briefkasten. Sie wird wieder ignoriert in der Hoffnung, es komme noch ein dritter Brief, damit er noch Zeit für seine Entscheidung hat, ob er zur Bundeswehr möchte oder nicht. Doch steht kurz darauf die Polizei vor der Tür, die ihn zur Musterung fährt. Höppner wird von einem Arzt begutachtet und es wird „T1-voll verwendungsfähig“ in seine Akte eingetragen. Doch stehlen Frieder und Vera diese, indem sie die Musterung stören und vorgeben, einen Fahrradschlüssel zu suchen.
Gleichzeitig steht die Abiturprüfung in Deutsch an, zu der Höppner sehr spät erscheint, da er auf der Fahrt zur Schule einen älteren Mann im Straßengraben stürzen sieht. Er versucht, ihm zu helfen und hält ein Auto an, aus dem ein Soldat steigt, der Erste Hilfe leistet. Sie rufen einen Notarzt, doch kommt dieser lange Zeit nicht. Währenddessen hat sich der Mann aufrecht hingesetzt, fällt aber plötzlich um und hat keinen Puls mehr, woraufhin der Soldat mit Höppner und dem Mann ins Krankenhaus fährt. Nun erst gelangt Höppner in die Schule und schreibt mit zwei Stunden Verspätung sein Deutsch-Abitur, in dem er die zu schreibende Texterörterung in ungenügendem Maße absolviert.
Als alle wieder zu Hause sind, bricht eine Spezialeinheit der Polizei in das Auerhaus ein, da Harry, der mit Drogen dealt, von einem seiner Abnehmer verraten wurde. Die Polizisten finden die Musterungsakte und weitere Gegenstände, die die anderen Hausbewohner belasten. Von allen Beteiligten werden Fotos gemacht und Fingerabdrücke aufgenommen. Danach gehen alle ins Kino. Auf der Rückfahrt entdeckt Frieder im Handschuhfach von Harrys Auto eine Waffenattrappe und bedroht damit einen Polizisten. Nun werden Ermittlungsverfahren gegen Frieder und Harry eingeleitet. Da die Eltern der Jugendlichen den Polizeieinsatz im Auerhaus mitbekommen haben, zieht Cäcilia dort aus.
Nun folgt eine Zusammenfassung der jeweiligen Wege, welche die einzelnen Bewohner des Auerhauses nach dem Abi eingeschlagen haben. Doch beschreibt Höppner hier nur ein alternatives Happy End. Danach erzählt er das echte Ende: Höppner ist im Abitur durchgefallen, und ein weiterer Suizidversuch Frieders ist erfolgreich verlaufen, sodass sich einige der Freunde auf Frieders Beerdigung wiedersehen.

## Hauptfiguren

### Auerhausbewohner
- Höppner ist einer der Jugendlichen, die zusammen im Auerhaus wohnen. Er erzählt die Geschichte aus seiner Sicht und spricht auch über seine individuellen Probleme, wie zum Beispiel seine Ungewissheit in Bezug auf die Bundeswehr.
- Frieder Wittlinger ist ein suizidgefährdeter Jugendlicher, welcher nach seinem gescheiterten Selbstmordversuch in das Auerhaus zieht.
- Vera ist Höppners Freundin, welche nach einigen Bedenken über den Sinn des Zusammenziehens zu Frieder und Höppner zieht.
- Cäcilia Schreiner ist eine Klassenkameradin der anderen Auerhausbewohner. Sie zieht zeitgleich mit Vera ein.
- Harry ist ein Drogendealer, welcher mit Frieder zusammen im Kindergarten war.
- Pauline war zusammen mit Frieder in der Psychiatrie, da sie eine Fußmatte angezündet hat und zieht zeitgleich mit Harry ein.

### Sonstige Figuren
- F2M2 ist der Freund von Höppners Mutter.
- Bogatzki ist der Dorfsheriff, welcher Höppner unter anderem zur Musterung abholt.

## Adaptionen

### Film
2019 verfilmte die deutsche Filmregisseurin und Drehbuchautorin Neele Leana Vollmar den Roman mit Max von der Groeben als Frieder.

### Hörspiel
2016 produzierte der Rundfunk Berlin-Brandenburg eine Hörspielfassung, ebenfalls unter dem Titel Auerhaus. Bearbeitung und Regie übernahm Beate Andres. Die Erstsendung fand am 25. Dezember 2016 statt. Die Abspieldauer beträgt 54′28 Minuten.
Es sprachen u. a.: Christoph Letkowski (Höppner), Anton Weil (Frieder), Lisa Hrdina (Vera), Marthe Lola Deutschmann (Cäcilia) und Alina Stiegler (Pauline).
Veröffentlichung als CD-Edition durch den Audio Verlag 2017.

### Theater
Am 7. Januar 2017 feierte eine gleichnamige Inszenierung des Werkes am Düsseldorfer Schauspielhaus unter der Regie von Robert Gerloff Premiere. Hierbei spielten unter anderen Kilian Land und Alexej Lochmann die Hauptrollen.
Die österreichische Theaterregisseurin Nora Schlocker adaptierte den Roman als ein Theaterstück unter gleichem Namen, welches am 21. Mai 2017 Premiere im Deutschen Theater Berlin feierte.

### Comic
2023 adaptierte Janne Marie Dauer den Roman als Graphic Novel unter gleichem Titel.

## Genre
Auerhaus ist klar dem Coming-of-Age-Roman zuzuordnen. Dies äußert sich durch die Darstellung der Erlebnisse, welche die Jugendlichen bei ihrem Prozess des Heranwachsens und Reifer-Werdens erleben. So werden typische Erfahrungen wie die erste Liebe, das erste Mal Sex aber auch Probleme in der Familie und Leistungsdruck in der Schule thematisiert.

## Rezeption
Die Bloggerin Miriam Steinbach, schreibt über das Buch: „[…] Die Geschichte hat mich so sehr bewegt, dass sie mich bis heute nicht loslässt. Melancholie trifft auf Schönheit. […]“
Der Journalist Alex Rühle bezeichnete den Roman als „eines der schönsten Bücher unserer Tage“.
Fabian Broicher schreibt in seiner Kritik bei Rolling Stone Germany: „[…] Bjerg hält sich Sentimentalität durch Lakonie und weitgehenden Verzicht auf Psychologisierungen vom Leib. Gelegentlich wären ein paar Streicher mehr durchaus effektvoller gewesen, aber das hätte das Teen-Ich, dessen juvenilen, moderat motzigen Tonfall der Autor ziemlich gut trifft, vielleicht Glaubwürdigkeit gekostet.“

## Ausgaben
- Bov Bjerg: Auerhaus, Blumenbar, Berlin 2015, ISBN 978-3-351-05023-8.